# 双凤水库
双凤水库是中国黑龙江省哈尔滨市方正县德善乡境内的一座水库，位于黄泥河上，建于1965年。水库正常库容为1300万立方米，集雨面积为175平方千米，海拔为143.8米。